# Sigvat de Attundaland
Sigvat de Attundaland (nórdico antiguo: Sigvatr), fue un caudillo vikingo, rey de Attundaland, Suecia hacia el siglo VII. Se le menciona expresamente en la saga Ynglinga cuando el infame Ingjald invitó a siete prominentes jarls y reyes a un banquete con el único fin de emborracharlos, encerrarlos en la sala de festejos y quemarlos vivos para someter sus territorios.